# Сан-Понсо
Сан-Понсо (італ. San Ponso, п'єм. San Pons) — муніципалітет в Італії, у регіоні П'ємонт,  метрополійне місто Турин.
Сан-Понсо розташований на відстані близько 550 км на північний захід від Рима, 32 км на північ від Турина.
Населення — 276 осіб (2014).
Щорічний фестиваль відбувається першої неділі вересня. Покровитель — Sant'Ilario.

## Демографія
Населення за роками:

Станом на 1 січня 2023 року в муніципалітеті офіційно проживало 6 іноземців з 4 країн, серед них 4 громадяни країн Євросоюзу.

## Сусідні муніципалітети
- Бузано
- Ольяніко
- Пертузіо
- Ривара
- Саласса
- Вальперга